# Hongkong na Letnich Igrzyskach Olimpijskich 1956
Hongkong na Letnich Igrzyskach Olimpijskich 1956 reprezentowało 2 zawodników. Reprezentanci Hongkongu nie zdobyli żadnego medalu na tych igrzyskach.

## Skład kadry

### Pływanie
- Cheung Kin Man

100 metrów st. dowolnym - odpadł w eliminacjach
100 metrów st. grzbietowym - odpadł w eliminacjach
- Wan Shiu Ming

100 metrów st. dowolnym - odpadł w eliminacjach
400 metrów st. dowolnym - odpadł w eliminacjach